# ألبرتو غالاردو
ألبرتو غالاردو (بالإسبانية: Alberto Gallardo) كان لاعبا ومدربا بيروفيا سابقا لكرة القدم.

## المسيرة المهنية
بدأ غالاردو مسيرته كلاعب مع نادي ماريسكال كاستيا في 1958، وأظهر موهبته بتسجيل 12 هدفا في 18 مباراة، وهو ما ساعد فريقه ليحتل المركز الثالث ويكون مفاجأة هذا الموسم. ساعده ذلك أيضا على الانتقال في الموسم التالي إلى نادي سبورتينغ كريستال، ولعب معه 4 مواسم وفاز معه بلقب الدوري لبيروفي مرة في 1961 وكان هدافا للبطولة في موسمي 1961 و1962. انتقل بعد ذلك للعب في الدوري الإيطالي؛ حيث لعب لإيه سي ميلان لموسم 1963-64، ثم لنادي كالياري لموسمي 1964-65 و1965-66. انتقل بعدها للعب لنادي بالميراس في البرازيل لعامين، وقد كانت تجربة ناجحة؛ إذ فاز مع النادي في 1967 ببطولة باوليستا وكأس البرازيل. بعدها عاد غالاردو إلى ناديه السابق سبورتينغ كريستال، ولعب له في الفترة من 1968 إلى 1975. في هذه الفترة تحول غالاردو إلى أسطورة للنادي؛ حيث فاز مع النادي ببطولة الدوري البيروفي 3 مرات أخرى في 1968 و1970 و1972.

## المسيرة الدولية

### مع المنتخب الوطني
شارك غالاردو مع منتخب بيرو لكرة القدم في 37 مواجهة سجل فيها 11 هدفا، وقد كانت أول مشاركاته الدولية في 1963 وآخرها في 1972. وشارك مع منتخب بيرو في كأس أمريكا الجنوبية 1963 ولعب المباريات الستة للمنتخب في البطولة التي أنهاها في المركز الخامس مسجلا 4 أهداف. كما شارك مع المنتخب في كأس العالم 1970 حيث خرج المنتخب من الدور ربع النهائي أمام البرازيل، وقد شارك غالاردو في مباريات المنتخب الأربعة في هذه البطولة مسجلا هدفين، أحدهما أمام بلغاريا في دور المجموعات والآخر أمام البرازيل في مباراة ربع النهائي.

### مع المنتخب الأولمبي
شارك غالاردو مع منتخب بيرو الأوليمبي لكرة القدم في الألعاب الأولمبية الصيفية 1960 في روما، ولعب المباريات الثلاث في دور المجموعات في المجموعة الرابعة التي حل فيها المنتخب ثالثا وخرج من الدور الأول.

## مسيرته كمدرب
بعد اعتزاله عمل مدربا لسبورتينغ كريستال في 1977، ثم مدربا مساعدا لروكي ماسبولي في النادي، ثم عاد ليتولى تدريب الفريق مرة أخرى في العام التالي، ليعود بعدها مدربا مساعدا مرة أخرى لخوسيه فرنانديز ثم ماركوس كالديرون. وعاد على رأس القيادة من جديد على فترتين؛ الأولى بين 1981 و1982، والثانية في 1985، وتلا كل فترة منهما تدريب الفئات السنية الأصغر في الفريق. تولى تدريب الفريق الأول للمرة الخامسة في 1988، محققا معه لقب الدوري البيروفي لكرة القدم كأول ألقابه كمدرب.
في 1993 تولى تدريب منتخب بيرو تحت 17 سنة لكرة القدم الذي شارك في كوبا أمريكا تحت 17 سنة في 1993، لكن الفريق خرج من دور المجموعات. بعدها تولى تدريب فرق في الدرجة الثانية؛ فدرب يونيون وارال في 1994 وغارديا ريبابليكانا في 1995 وألسيدس فيغو في 1996 محققا معهم جميعا لقب دوري الدرجة الثانية البيروفي. في 2000 عندما كان يدرب نادي كورونيل بولونغيسي وصل إلى نهائي كأس بيرو، لكنه خسر اللقب أمام إستوديانتس دي ميديسينا.

## الوفاة
توفي ألبرتو غالاردو في 19 يناير 2001 في أحد مستشفيات العاصمة البيروفية ليما نتيجة التهاب الزائدة الدودية الحاد وتمزق الطحال، وهو ما أدى إلى نزيف داخلي ومن ثم إلى الوفاة.

## الإنجازات

### كلاعب
- مع الأندية:
  - مع سبورتينغ كريستال: الدوري البيروفي لكرة القدم (1961، 1968، 1970، 1972).[8]
  - مع بالميراس: بطولة باوليستا ، كأس البرازيل (1967).
- فردية:
  - هداف الدوري البيروفي لكرة القدم: 1961 (18 هدفا)، 1962 (22 هدفا).[9]

### كمدرب
- مع سبورتينغ كريستال: الدوري البيروفي لكرة القدم (1988).[10]
- مع يونيون وارال: دوري الدرجة الثانية البيروفي لكرة القدم (1994).[11]
- مع غارديا ريبابليكانا: دوري الدرجة الثانية البيروفي لكرة القدم (1995).[11]
- مع ألسيدس فيغو: دوري الدرجة الثانية البيروفي لكرة القدم (1996).[11]
- مع كورونيل بولونغيسي: وصيف كأس بيرو (2000).[12]

## روابط خارجية
- ألبرتو غالاردو على موقع الاتحاد الدولي (مؤرشف)  (الإنجليزية)
- ألبرتو غالاردو على موقع إي إس بي إن إف سي (الإنجليزية)
- ألبرتو غالاردو على موقع قاعدة بيانات كرة القدم.إي يو (الإنجليزية)
- ألبرتو غالاردو على موقع ناشيونال فوتبول تيمز (الإنجليزية)
- ألبرتو غالاردو على موقع Soccerway.com (الإنجليزية)
- ألبرتو غالاردو على موقع عالم كرة القدم.نت (الإنجليزية)
- ألبرتو غالاردو على موقع أوليمبيديا (الإنجليزية)